# Lillias White
Lillias Diane White (Brooklyn, 21 luglio 1951) è un'attrice e cantante statunitense.
Ha partecipato anche a numerosi musical, tra cui Dreamgirls, Cats e The Life, grazie al quale vinse il Tony Award alla miglior attrice non protagonista in un musical nel 1997.

## Filmografia parziale

### Cinema
- Gloria, regia di Sidney Lumet (1999)
- Il Grinch (How the Grinch Stole Christmas), regia di Ron Howard (2000)

### Televisione
- Law & Order - I due volti della giustizia (Law & Order) - serie TV, 3 episodi (1990-1996)
- Law & Order - Unità vittime speciali (Law & Order: Special Victims Unit) - serie TV, episodio 5x18 (2004)
- Person of Interest – serie TV, episodio 4x14 (2015)
- Gotham - serie TV, episodio 1x14 (2015)
- The Get Down - serie TV, 9 episodi (2016-2017)
- Russian Doll - serie TV, 2 episodi (2019-2021)
- New Amsterdam - serie TV, episodio 5x08 (2022)
- Grotesquerie - serie TV, 2 episodi (2024)

### Doppiatrice
- Hercules, regia di Ron Clements e John Musker (1997)
- Hercules – serie animata, 12 episodi (1998-1999)

## Doppiatrici italiane
Nelle versioni in italiano delle opere in cui ha recitato, Lillias White è stata doppiata da:
- Tatiana Dessi in New Amsterdam

Da doppiatrice, è stata sostituita da:
- Emanuela Cortesi in Hercules